# Mari Molid
Mari Kristine Søbstad Molid (ur. 8 sierpnia 1990 w Trondheim), norweska piłkarka ręczna, reprezentantka kraju, grająca na pozycji lewej rozgrywającej. W drużynie narodowej zadebiutowała 22 września 2010 roku. Obecnie występuje w duńskiej drużynie Randers HK.

## Sukcesy reprezentacyjne

### Juniorskie
- Mistrzostwa Świata U20:
  -  2010

### Seniorskie
- Igrzyska Olimpijskie:
  -  2016
- Mistrzostwa Świata:
  -  2011, 2015
- Mistrzostwa Europy:
  -  2010

## Sukcesy klubowe
- Mistrzostwa Norwegii:
  -  2015, 2016
  -  2011
- Puchar Norwegii:
  -  2015, 2016
- Liga Mistrzyń:
  -  2015